# Курово (Вологодский район)
Курово — деревня в Вологодском районе Вологодской области.
Входит в состав Новленского сельского поселения, с точки зрения административно-территориального деления — в Новленский сельсовет.
Расстояние по автодороге до районного центра Вологды — 63 км, до центра муниципального образования Новленского — 3 км. Ближайшие населённые пункты — Алексеевское, Курдумово, Ермолово, Чекшево, Романово, Телячьево, Перхурьево, Колотилово.
По переписи 2002 года население — 2 человека.